# Gustavo Cova
Gustavo Ismael Cova (Ciudad de Buenos Aires, 13 de julio de 1966) es un director de cine argentino.
Sus trabajos incluyen la película de terror de ciencia ficción Alguien te está mirando y la película animada  Boogie, el aceitoso, seleccionada en prestigiosos festivales de cine. También ha dirigido la película de animación Gaturro, la película en 3D, en coproducción con Toonz Animation de India y Ánima Estudios de México. Además, Gustavo ha sido director de series animadas para adultos como “City Hunters”, con diseños del artista Milo Manara, y para jóvenes Peter Punk, producida para Disney. También ha dirigido la popular serie animada Mini Beat Power Rockers para Discovery Kids.
Interesado por el dibujo, y las historietas, estudió desde muy chico dibujo y animación.
Ingresa en 1984 al Instituto de Arte Cinematográfico de Avellaneda y a la Facultad de Ciencias Sociales de Buenos Aires. Ese año cursa Diseño y Visión fotográfica en Bellas Artes. Comenzó a trabajar como Asistente de Dirección en 1984.
Egresa a los 22 años del Instituto de Arte Cinematográfico, concluyendo su carrera con el título de realizador cinematográfico, con un largometraje en 35 mm estrenado en las salas del circuito comercial de todo el país:
Alguien te está mirando (1988), largometraje comercial de género fantástico, mezcla de ciencia ficción y terror.
Participa de los siguientes festivales:
•VI Festival Internacional de Cine Fantástico, Bruselas.
•Festival de Cine Internacional, Madrid.
•PREMIO LAURO' 88  (REVISTA SIN CORTES): Mejor Cámara, Mejor Montaje.
•IV Festival de Ópera Primas de Bariloche: Premio Muticia de Oro: Mejor Director y Mejor Montaje.
•II Festival Nacional de Olavarria: Premio LUCAS: Mejor Director y Mejor Montaje.
En 1990 participa del Foro de Cine Argentino y se dedica a la realización de Documentales,  Programas de TV y Video-Home:
“100 años de Carlos Gardel” (E 1990), guion y dirección, producido por Univision - APA INT. de Miami.
Peor es nada (1991)  con Jorge Guinzburg - AVH - J.J.JUSID Cine.
Flavia está de fiesta (1991) con Flavia Palmiero AVH - J.J.JUSID Cine.
Es Director de Cine Publicitario desde 1993, trabajando para agencias locales e internacionales, en países como Argentina, México y Ecuador.
Importantes empresas como Arcor, Bimbo, Coca-Cola, Nestlé, Peugeot, Reckit & Collman y Unilever confiaron en él para la realización de sus comerciales.
En los noventa, es contratado a través de Metrovisión, la casa líder en postproducción en ese momento, para la realización en 35 mm de las aperturas de los programas de televisión, realizando todas las presentaciones de Videomatch, uno de los programas de mayor índice de audiencia de la Argentina, desde 1995 hasta el 2000 y de Versus en el 2000 y 2001, entre otros programas.
En 1998 elabora un Programa piloto para TV producido por Ideas del Sur, realizado en soporte fílmico, de género fantástico y humor, titulado Adorable criatura, con Víctor Laplace como protagonista.
Sus trabajos realizados hasta el momento demuestran su autoridad en efectos visuales y animación, dando énfasis a sus conocimientos en posproducción.
Ha tenido a su cargo la dirección de:
- Olocoons (2005/6/7), serie de animación infantil en 3D para Bimbo de México, emitidos por Televisa durante las últimas tres temporadas, cada una de seis capítulos de 5 minutos cada uno.
- City Hunters (2006), serie de animación para público adulto, estrenada en Latinoamérica por Fox Channel, con el diseño de los personajes femeninos del artista Milo Manara. La serie está compuesta por episodios de doce minutos cada uno que fueron emitidos originalmente por Fox en horario central en Latinoamérica y luego por Telefe.
- Nada que ver (2007) serie de animación para público adulto de Sony Entertainment Television (dirección general del programa).
- Funky-Punky (2007) capítulo piloto de una serie de animación 3D para México.

En el año 2007 es convocado por Illusion Studios para dirigir el film de animación Boogie, el aceitoso (2009) basado en la obra del genial Fontanarrosa. Hacen una versión estereoscópica para su estreno en cines 3D, convirtiéndola en la primera película de Latinoamérica con esa tecnología.
Ha participado en los siguientes festivales:
- •	Festival Internacional de Cine de Animación de Annecy, Francia.
- •	ANIMAFEST – Zagreb, Croacia.
- •	FESTIVAL DO RIO – Río de Janeiro, Brasil
- •	BIG CARTOON Moscú, Rusia
- •	FESTIVAL INTERNACIONAL DE CINE de Aguas Calientes, México
- •	FESTIVAL INTERNACIONAL DE CINE DE MAR DEL PLATA – ARGENTINA
- •	Expotoons, Argentina (2º Premio)
- •	La Habana, Cuba
- •	Muestra de Cine Argentino en Berlín, Alemania
- •	25 Festival Internacional de Cine en Guadalajara, México
- •	Animamundi – BRASIL
- •	Latino Film Festival en Biarritz, Francia
- •	ReAnimania International, Armenia
- •	Animest – RUMANIA
- •	26º Film Festival de Varsovia, Polonia
- •	XXXI Mostra de Valencia (Action Adventure Film Festival) – España
- •	Puchon International Student Animation Festival, Corea del Sur
- •	XXI SEMANA DE CINE FANTÁSTICO Y DE TERROR DE San Sebastián (Donostia Kultura), España (Premio del Público a MEJOR PELÍCULA)-

Luego dirige Gaturro, la película' (2010), largometraje también producido por IIlusion Studios en coproducción con Toonz Animation de India y Ánima Estudios de México, basado en la obra de Nik.
Durante ese período se encarga de la Dirección General de Animación de Doodlebops Rockin' Road Show (2011), serie de animación producida por Cookie Jar Entertainment, en coproducción con Optix, a través de la Canadian Broadcasting Corporation (CBC) en Canadá, Disney Channel y Playhouse Disney Channel.
Luego dirige la serie juvenil producida por Illusion Studios para Disney Channel, Peter Punk (2010).
Dictó un Master Class teórico – práctico durante una semana en Seúl en el KAFA – Korean Academy of Film Arts  (para el departamento de Animación de la Academia Cinematográfica de Corea). Además, fue jurado en el Festival Internacional de Animación Estudiantil Puchon en Corea del Sur y en Expotoons en la sección cortos (2009) y largometrajes año 2013.
En el año 2013 estrena un largometraje de ficción, Rouge amargo, un film policial protagonizado por Luciano Cáceres, Emme, Nicolás Pauls y Rubén Stella.
Dirigió durante dos años la serie transmedia: Los creadores (2015–2016) para la productora Encuadre.
Es miembro del Consejo Profesional de DAC, Directores Cinematográficos Argentinos, en Cine de Animación, Videoclips y Nuevas Tecnologías.
Dirigió las cinco temporadas de la serie y el largometraje de Mini Beat Power Rockers (Discovery Kids / MAX). (2017–2024) en Mundoloco CGI.

## Filmografía
- Mini Beat Power Rockers, la película (2022)
- Rouge amargo (2013)
- Gaturro: la película (2010)
- Boogie, el aceitoso (2009)
- La fórmula secreta de F. B. (corto - 2004)
- Adorable criatura (telefilm - 1998)
- Peor es nada (telefilm - 1990)
- 100 años de Carlos Gardel (1989)
- Alguien te está mirando (1988)
- Matrioshkas (corto - 1986)
- El puente (corto - 1985)

## Series
- Olocoons (2005–2007),
- City Hunters (2006),
- Nada que ver (2007)
- Doodlebops Rockin' Road Show (2011)
- Peter Punk  (2010)
- Los creadores (2015)
- Mini Beat Power Rockers (2017–2024)